# نوغاب (قهستان)
نوغاب روستایی در دهستان قهستان بخش قهستان شهرستان درمیان استان خراسان جنوبی ایران است. بر پایه سرشماری عمومی نفوس و مسکن در سال ۱۳۹۰ جمعیت این روستا ۲۶۳ نفر (در ۷۰ خانوار) بوده است.